# Camarena
Camarena település Spanyolországban, Toledo tartományban. Camarena Chozas de Canales, Recas, Arcicóllar, Fuensalida, Las Ventas de Retamosa és Casarrubios del Monte községekkel határos. Lakosainak száma 4634 fő (2024).

## Népesség
A település népessége az utóbbi években az alábbiak szerint változott:
| Lakosok száma | 2364 | 2645 | 2993 | 3520 | 3862 | 3788 | 3734 | 3960 | 4283 | 4634 |
|               | 2001 | 2004 | 2007 | 2009 | 2012 | 2014 | 2017 | 2019 | 2022 | 2024 |